# جيرهارد ليندمان
جيرهارد ليندمان (بالألمانية: Gerhard Lindemann)‏ هو ضابط ألماني، ولد في 2 أغسطس 1896 في فردن نيدرزاكسن في ألمانيا، وتوفي في 28 أبريل 1994 في بريمن في ألمانيا.